# La République sociale
Ne doit pas être confondu avec Républicain social.
La République sociale est une chanson révolutionnaire écrite par Emmanuel Delorme en 1871 pendant et à propos de la Commune de Paris. La musique est sur l'air de L'Âme de la Pologne.